# Woźniki (powiat grodziski)
Woźniki – wieś w Polsce położona w województwie wielkopolskim, w powiecie grodziskim, w gminie Grodzisk Wielkopolski.

## Historia
Pierwsza wzmianka o wsi pochodzi z 1393 roku. Wieś Wozniki położona była w 1580 roku w powiecie kościańskim województwa poznańskiego. Była prawdopodobnie osadą służebną, której mieszkańcy świadczyli usługi transportowe na rzecz pobliskiego grodu kasztelańskiego w Drużyniu, o czym świadczy jej nazwa. Wieś dzieliła się wtedy na Woźniki Górne (przy klasztorze) i Woźniki Dolne, tam gdzie istnieje obecnie.
W okresie Wielkiego Księstwa Poznańskiego (1815-1848) Woźniki należały do wsi większych w ówczesnym powiecie bukowskim, który dzielił się na cztery okręgi (bukowski, grodziski, lutomyślski oraz lwowkowski). Woźniki należały do okręgu grodziskiego i stanowiły część majątku Kotowo, którego właścicielem był wówczas Maciej Mielżyński. W skład majątku Kotowo wchodziły ponadto: Snowidowo oraz Borzysław. Według spisu urzędowego z 1837 roku wieś liczyła 406 mieszkańców i 41 dymów (domostw). Pod koniec XIX wieku nadal należała do folwarku Kotowo. W Woźnikach działała katolicka szkoła, a miejscowość podlegała parafii w Ptaszkowie. Miejscowy kościół pełnił rolę filialnego. Wówczas Woźniki liczyły 14 domostw z 258 mieszkańcami.
W okresie międzywojennym ostatnim właścicielem  majątku był Andrzej Kurnatowski. Jego pomysł sprowadzenia ponownie franciszkanów do opuszczonego Klasztoru w Woźnikach zakończył się wówczas niepowodzeniem.
W latach 1975–1998 miejscowość należała administracyjnie do województwa poznańskiego.

## Zabytki
Na północ od wsi, na zalesionym wzniesieniu pośród mokradeł, znajdują się samotne zabudowania poreformackie, należące do najcenniejszych zabytków baroku w Wielkopolsce. Kościół wybudowali w latach 1706–1723 muratorzy Jan Catenazzi i Mateusz Osiecki. Front kościoła wzorowany jest na tylnej fasadzie fary poznańskiej. Klasztor był od 1841 roku opuszczony i 11 czerwca 1978 został ponownie nadany zakonowi franciszkanów. Pierwszym gospodarzem był O. Zdzisław Regulski. W odtworzeniu klasztoru znacząco pomogli mieszkańcy wsi i okolicznych gmin.

## Mieszkańcy
Z Woźnik pochodził urodzony 13 lutego 1954 w Grodzisku Wielkopolskim biskup Grzegorz Balcerek. We wsi mieszkał do dziewiątego roku życia.